# Salto in alto
Il salto in alto è una specialità sia maschile sia femminile dell'atletica leggera in cui l'atleta deve superare con un salto un'asticella orizzontale messa a una certa altezza.
Il salto si può effettuare in qualsiasi modo, purché ci si stacchi da terra con un piede solo. La tecnica di salto più utilizzata è lo stile Fosbury, introdotta a partire dagli anni 1960 e resa celebre da Dick Fosbury, oro ai Giochi olimpici di Città del Messico 1968.
La disciplina può essere praticata sia indoor che outdoor benché, a livello olimpico, solo in quest'ultima varietà.
Il record mondiale maschile è tra i più longevi dell'atletica leggera: appartiene al cubano Javier Sotomayor, che, nel 1993 a Salamanca, saltò 2,45 m; mentre quello femminile è stato stabilito il 7 luglio 2024 al Meeting de Paris dall'ucraina Jaroslava Mahučich con la misura di 2,10 m.
Ancora Sotomayor detiene dal 1989 il record indoor con 2,43 m conseguito a Budapest mentre più recente, in tale varietà, è il primato femminile, appannaggio della svedese Kajsa Bergqvist, che ad Arnstadt raggiunse i 2,08 m nel 2006.

## Regole
In gara, all'inizio l'asticella è messa a un'altezza relativamente modesta, poi viene alzata con incrementi di 2, 3 o 5 cm, o a volte di un cm nei tentativi di record. Ogni atleta può scegliere a che altezza entrare in gara. Una volta effettuato un salto a quella altezza, nessuno può entrare ad una misura inferiore.
L'atleta ha 60 secondi di tempo da quando viene chiamato; quando rimangono 2-3 atleti ne ha 90, quando rimane un atleta ha 3 minuti. Dopo tre salti falliti consecutivi è eliminato. Vince l'atleta che ha saltato la misura maggiore. Se due o più saltano la stessa altezza massima, vince chi ha fatto meno errori a tale altezza. Se ancora pari, vince chi ha fatto meno errori in tutta la competizione. Se le serie degli atleti risultano identiche, si effettuano salti ulteriori (jump-off), le cui misure sono anch'esse valide ai fini dei record, ma se gli atleti ex aequo trovano un accordo, la gara può finire alla pari (cosa che è successa, ad esempio, ai Giochi olimpici di Tokyo 2020).
L'asticella è di vetroresina o altro materiale ma non metallo. Altri materiali sono permessi, ma entro certi limiti di peso e curvatura. L'asticella è lunga circa 4 m (la World Athletics regola la lunghezza a scopo di record), con una sezione trasversale circolare, e due punti di appoggio semicircolari con una superficie piatta alle estremità. È collocata all'altezza voluta su due montanti regolabili che prendono il nome di ritti.
L'altezza saltata si misura dal punto di decollo al bordo superiore della parte centrale dell'asticella. Al di là dell'asticella c'è un materasso molle di gommapiuma, che permette un atterraggio sicuro. Gli atleti devono saltare con un solo piede. Nel salto possono toccare l'asticella, ma il salto è nullo se questa cade per il tocco. In rari casi l'atleta è stato autorizzato a ripetere il tentativo, ma solo se il giudice dichiara che l'asticella è caduta per circostanze esterne, come il vento. Ci sono 4 parti dell'esecuzione: rincorsa, stacco, volo e atterraggio.
Nell'anno sportivo 2016-17, la revisione del regolamento tecnico internazionale ha introdotto la regola per cui un salto è nullo anche se l'atleta, nella rincorsa, tocca l'asticella o l'immaginario piano verticale posto tra i ritti e poi non effettua il salto. Se invece l'atleta non supera il piano verticale tra i ritti, può ripetere il tentativo.

## Storia
Anche se probabilmente il salto in alto era praticato già nei Giochi olimpici antichi, la prima gara documentata avvenne in Scozia all'inizio del XIX secolo, e fu vinta con un salto di 1,67 m.
I primi saltatori usavano un approccio diretto all'asticella (valicamento frontale) o una tecnica detta "a forbice": l'atleta si accostava all'asticella in diagonale e gettava al di là prima la gamba interna (la più vicina all'asticella) e poi l'altra, con un movimento che ricorda le lame delle forbici.
Verso fine secolo la tecnica di salto iniziò a evolversi, a partire da quella introdotta da Michael F. Sweeney: iniziato il salto come nella tecnica a forbice, si stende la schiena in orizzontale sopra l'asticella volgendo il fianco verso l'asticella; con questa tecnica il valicamento è più facile, e il saltatore portò il record mondiale a 1,97 m nel 1895.
Un altro atleta statunitense, George Horine, ideò una tecnica ancor più efficiente, detta western roll. La rincorsa è sempre diagonale rispetto all'asticella, ma lo stacco si fa con la gamba interna, mentre quella esterna è portata verso l'alto per proiettare il corpo oltre l'asticella mantenendo sempre il fianco verso l'asticella. Horine portò il record mondiale a 2,01 m nel 1912 e la sua tecnica fu largamente usata nella gara dei Giochi olimpici di Berlino 1936, vinta da Cornelius Johnson con 2,03 m.
I saltatori statunitensi e sovietici dominarono per i successivi quarant'anni, che videro l'evoluzione della tecnica ventrale, o straddle, in cui il saltatore scavalca l'asticella a pancia sotto, con il torso quasi parallelo a essa.
Fra i più grandi saltatori ventrali si ricordano Charles Dumas, che saltò 2,13 m nel 1956, John Thomas che valicò per primo i 2,23 m nel 1960 e Valerij Brumel', che dominò per oltre quattro anni, portando il record mondiale a 2,28 m e vincendo l'oro ai Giochi olimpici di Tokyo 1964, prima che la sua carriera fosse interrotta da un incidente in moto.
Gli allenatori statunitensi, incluso il due volte campione NCAA Frank Costello dell'Università del Maryland, migrarono in Russia per imparare da Brumel' e dai suoi allenatori. Tuttavia fu un solitario innovatore all'Università statale dell'Oregon, Dick Fosbury, a portare il salto in alto nel nuovo secolo. Grazie al materassino di atterraggio più alto e più soffice, egli aggiunse una nuova rotazione al vecchio salto ventrale. Passò l'asticella prima con la testa e le spalle, poi con la schiena arcuata, in una posizione che gli avrebbe fatto rompere il collo sulle vecchie buche di atterraggio in sabbia.
Dopo la sua vittoria con lo stile Fosbury ai Giochi olimpici di Città del Messico 1968, la tecnica iniziò a diffondersi in tutto il mondo e ben presto divenne la più in uso. L'ultimo uomo a stabilire il record mondiale con lo stile ventrale fu il sovietico Volodymyr Jaščenko, che saltò 2,33 m nel 1977 e poi 2,35 m (indoor) nel 1978; l'ultima donna fu Rosemarie Ackermann, la prima a superare la soglia dei 2 metri (1977).
Dopo la rivoluzione Fosbury, si sono distinti gli statunitensi Dwight Stones (con un personale di 2,34 m) e Franklin Jacobs (alto 1,73 m, riuscì a valicare un'asticella posta a 59 cm più in alto, a 2,32 m); i cinesi Ni Zhiqin e Zhu Jianhua; i tedeschi Gerd Wessig e Dietmar Mögenburg; il campione mondiale svedese Patrik Sjöberg e il campione olimpico e mondiale cubano Javier Sotomayor. In campo femminile si sono affermate l'italiana Sara Simeoni, la tedesca Ulrike Meyfarth e la bulgara Stefka Kostadinova.
| Record mondiale secondo quattro diverse tecniche di salto | Record mondiale secondo quattro diverse tecniche di salto | Record mondiale secondo quattro diverse tecniche di salto | Record mondiale secondo quattro diverse tecniche di salto | Record mondiale secondo quattro diverse tecniche di salto |
| Anno                                                      | Stile                                                     | Atleta                                                    | Misura                                                    |                                                           |
| --------------------------------------------------------- | --------------------------------------------------------- | --------------------------------------------------------- | --------------------------------------------------------- | --------------------------------------------------------- |
| 1895                                                      | Forbice                                                   | Michael F. Sweeney                                        | 1,97 m                                                    |                                                           |
| 1912                                                      | Costale                                                   | George Horine                                             | 2,01 m                                                    |                                                           |
| 1978                                                      | Ventrale                                                  | Volodymyr Jaščenko                                        | 2,35 m                                                    |                                                           |
| 1993                                                      | Fosbury                                                   | Javier Sotomayor                                          | 2,45 m                                                    |                                                           |

## Record

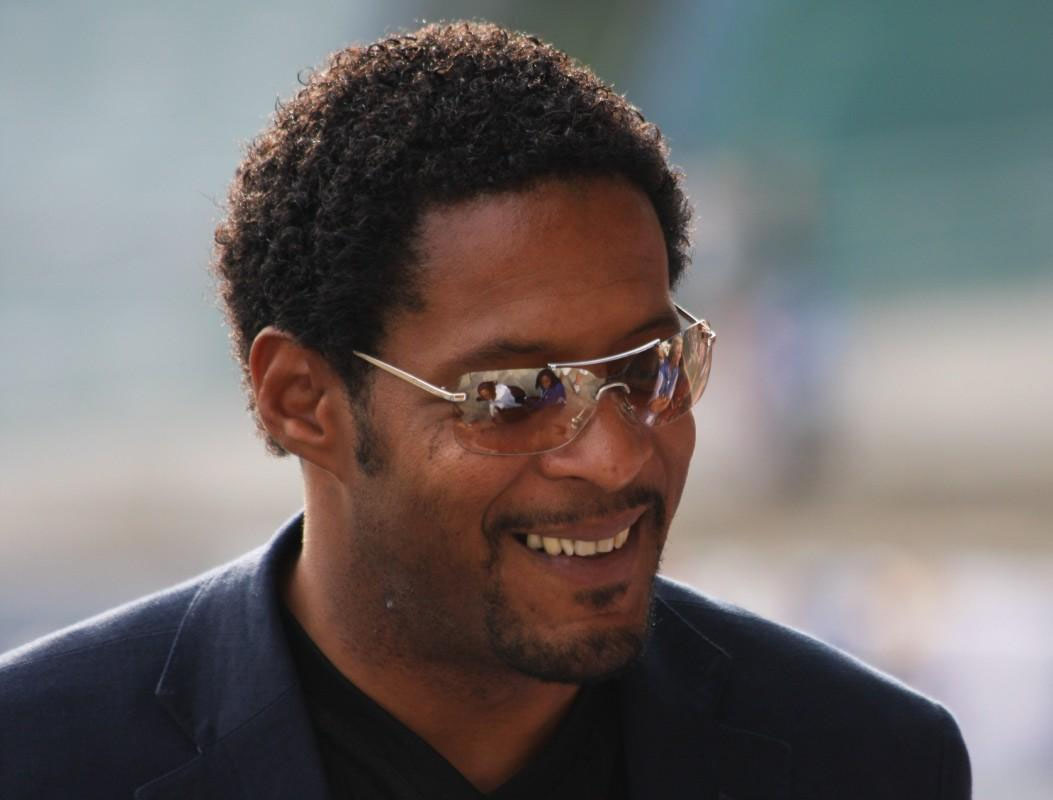
Javier Sotomayor, detentore dei record mondiali di salto in alto

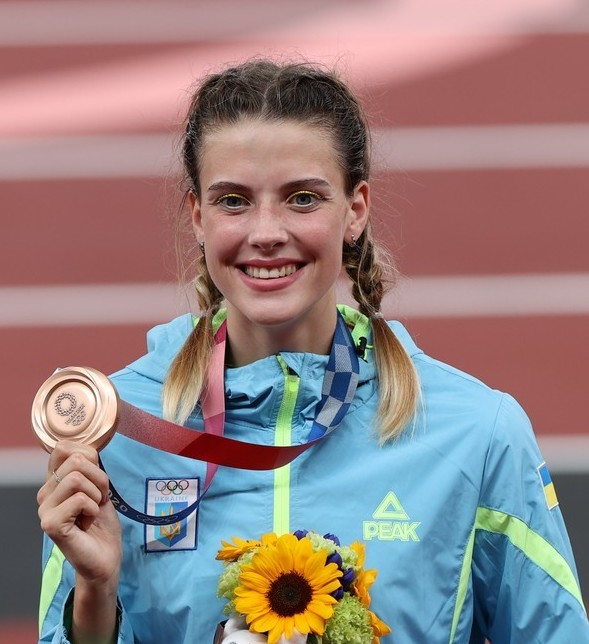
Jaroslava Mahučich, primatista mondiale femminile dal 2024

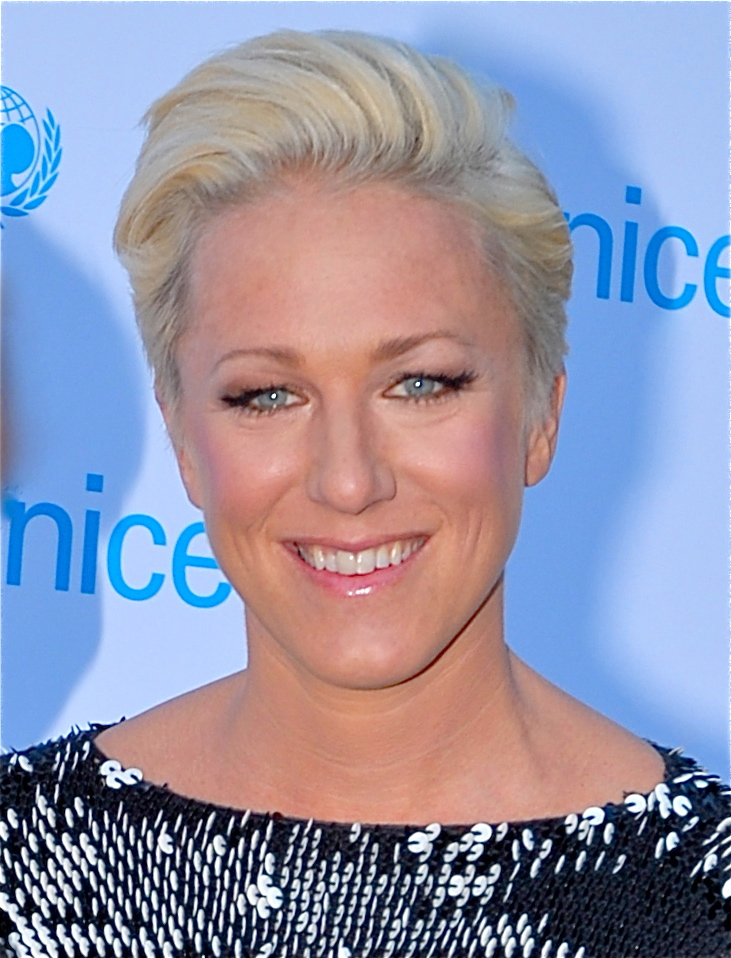
Kajsa Bergqvist, detentrice del record mondiale indoor

Il record mondiale maschile è di 2,45 m, stabilito nel 1993 dal cubano Javier Sotomayor, mentre il record mondiale femminile è di 2,10 m ed è stato stabilito nel 2024 dalla ucraina Jaroslava Mahučich. A livello indoor i record mondiali sono detenuti dallo stesso Javier Sotomayor con la misura di 2,43 m e dalla svedese Kajsa Bergqvist con 2,08 m.
Il miglior differenziale, ovvero la differenza tra la statura dell'atleta e la miglior misura saltata in carriera, è di 59 cm, realizzato nel 1978 dallo statunitense Franklin Jacobs (altezza 1,73 m, record 2,32 m) e nel 2005 dallo svedese Stefan Holm (altezza 1,81 m, record 2,40 m). Tra le donne il miglior differenziale è di 35 cm ed è stato stabilito nel 2011 dall'italiana Antonietta Di Martino (altezza 1,69 m, record 2,04 m).

### Maschili
Statistiche aggiornate al 16 novembre 2023.
|                             | Misura | Atleta             | Luogo                | Data             |
| --------------------------- | ------ | ------------------ | -------------------- | ---------------- |
| Record mondiale             | 2,45 m | Javier Sotomayor   | Salamanca            | 27 luglio 1993   |
| Record olimpico             | 2,39 m | Charles Austin     | Atlanta              | 28 luglio 1996   |
| Record africano             | 2,38 m | Jacques Freitag    | Oudtshoorn           | 5 marzo 2005     |
| Record asiatico             | 2,43 m | Mutaz Essa Barshim | Bruxelles            | 5 settembre 2014 |
| Record europeo              | 2,42 m | Patrik Sjöberg     | Stoccolma            | 30 giugno 1987   |
| Record nord-centroamericano | 2,45 m | Javier Sotomayor   | Salamanca            | 27 luglio 1993   |
| Record oceaniano            | 2,36 m | Tim Forsyth        | Melbourne            | 2 marzo 1997     |
| Record oceaniano            | 2,36 m | Brandon Starc      | Eberstadt            | 26 agosto 2018   |
| Record sudamericano         | 2,33 m | Gilmar Mayo        | Pereira              | 17 ottobre 1994  |
| Record nazionale            | 2,39 m | Gianmarco Tamberi  | Principato di Monaco | 15 luglio 2016   |

### Femminili
Statistiche aggiornate al 7 agosto 2024.
|                             | Misura | Atleta                | Luogo       | Data              |
| --------------------------- | ------ | --------------------- | ----------- | ----------------- |
| Record mondiale             | 2,10 m | Jaroslava Mahučich    | Parigi      | 7 luglio 2024     |
| Record olimpico             | 2,06 m | Elena Slesarenko      | Atene       | 28 agosto 2004    |
| Record africano             | 2,06 m | Hestrie Cloete        | Saint-Denis | 31 agosto 2003    |
| Record asiatico             | 2,00 m | Nadežda Dubovickaja   | Almaty      | 8 giugno 2021     |
| Record europeo              | 2,10 m | Jaroslava Mahučich    | Parigi      | 7 luglio 2024     |
| Record nord-centroamericano | 2,05 m | Chaunté Lowe          | Des Moines  | 26 giugno 2010    |
| Record oceaniano            | 2,03 m | Nicola Olyslagers     | Eugene      | 17 settembre 2023 |
| Record sudamericano         | 1,96 m | Solange Witteveen     | Oristano    | 8 settembre 1997  |
| Record nazionale            | 2,03 m | Antonietta Di Martino | Milano      | 24 giugno 2007    |

### Maschili indoor
Statistiche aggiornate al 16 novembre 2023.
|                             | Misura | Atleta             | Luogo           | Data             |
| --------------------------- | ------ | ------------------ | --------------- | ---------------- |
| Record mondiale             | 2,43 m | Javier Sotomayor   | Budapest        | 4 marzo 1989     |
| Record africano             | 2,32 m | Anthony Idiata     | Patrasso        | 15 febbraio 2000 |
| Record asiatico             | 2,41 m | Mutaz Essa Barshim | Athlone         | 18 febbraio 2015 |
| Record europeo              | 2,42 m | Carlo Thränhardt   | Berlino         | 26 febbraio 1988 |
| Record nord-centroamericano | 2,43 m | Javier Sotomayor   | Budapest        | 4 marzo 1989     |
| Record oceaniano            | 2,34 m | Hamish Kerr        | Banská Bystrica | 14 febbraio 2023 |
| Record sudamericano         | 2,31 m | Thiago Moura       | Belgrado        | 20 marzo 2022    |
| Record nazionale            | 2,38 m | Gianmarco Tamberi  | Hustopeče       | 13 febbraio 2016 |

### Femminili indoor
Statistiche aggiornate al 19 marzo 2022.
|                             | Misura | Atleta                | Luogo           | Data             |
| --------------------------- | ------ | --------------------- | --------------- | ---------------- |
| Record mondiale             | 2,08 m | Kajsa Bergqvist       | Arnstadt        | 4 febbraio 2006  |
| Record africano             | 1,97 m | Hestrie Cloete        | Birmingham      | 18 febbraio 2001 |
| Record asiatico             | 1,98 m | Svetlana Zalevskaya   | Samara          | 2 marzo 1996     |
| Record asiatico             | 1,98 m | Nadežda Dubovickaja   | Belgrado        | 19 marzo 2022    |
| Record europeo              | 2,08 m | Kajsa Bergqvist       | Arnstadt        | 4 febbraio 2006  |
| Record nord-centroamericano | 2,02 m | Chaunté Lowe          | Albuquerque     | 26 febbraio 2012 |
| Record oceaniano            | 2,00 m | Eleanor Patterson     | Belgrado        | 19 marzo 2022    |
| Record sudamericano         | 1,94 m | Solange Witteveen     | Brno            | 9 febbraio 2000  |
| Record nazionale            | 2,04 m | Antonietta Di Martino | Banská Bystrica | 24 giugno 2007   |

Legenda:
: record mondiale
: record olimpico
: record africano
: record asiatico
: record europeo
: record nord-centroamericano e caraibico
: record oceaniano
: record sudamericano
: record italiano

## Migliori atleti

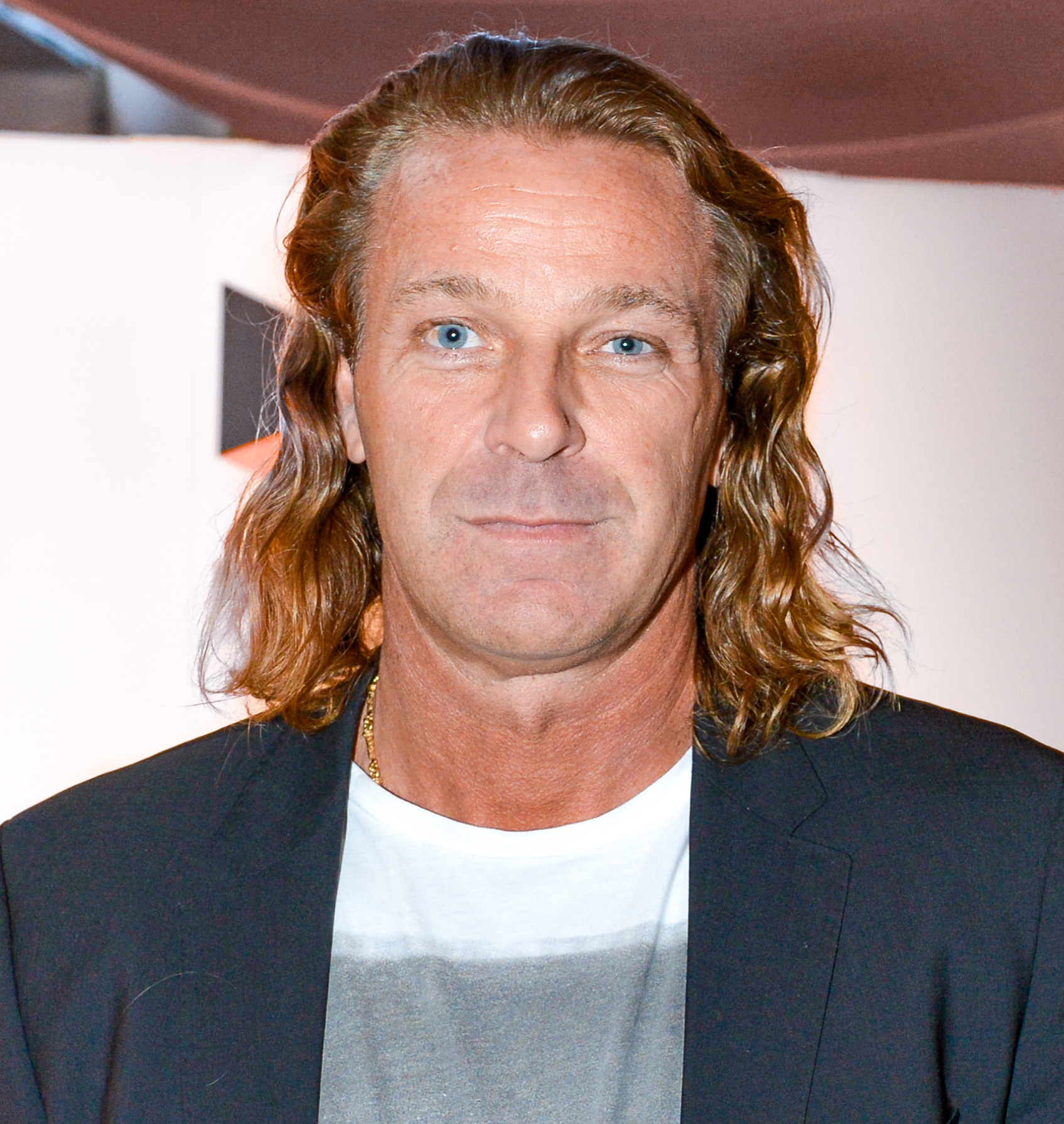
Lo svedese Patrik Sjöberg detiene la terza prestazione mondiale e il record europeo con 2,42 m

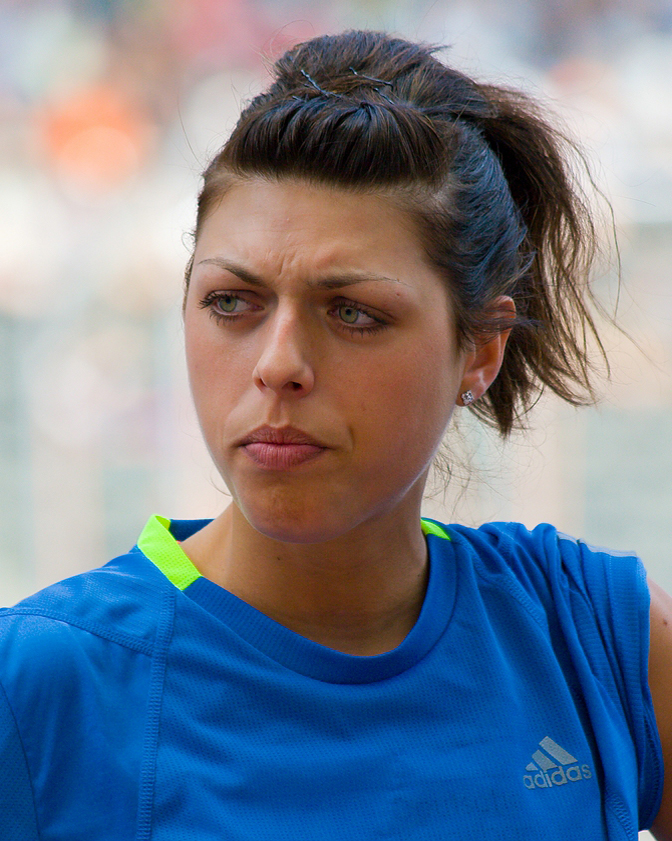
Blanka Vlašić nel 2009 saltò a un solo centimetro dal record mondiale di Stefka Kostadinova

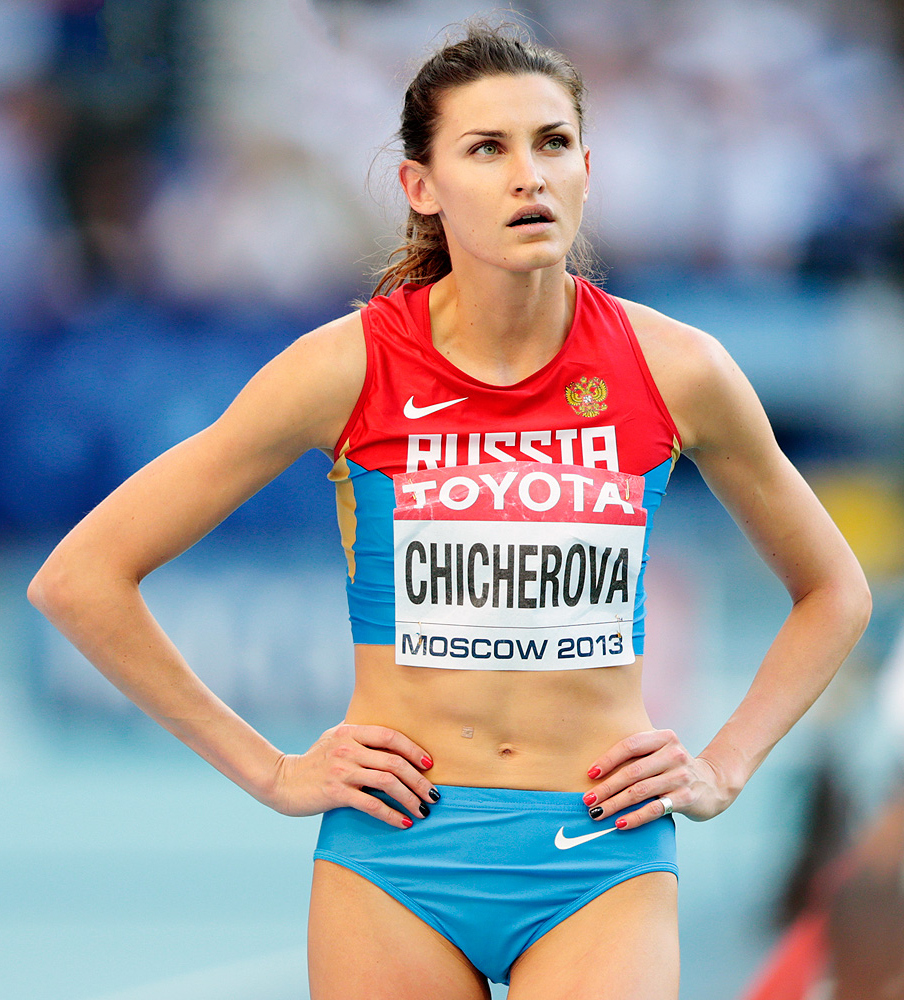
La russa Anna Čičerova con la misura di 2,07 m si colloca al quarto posto tra le migliori altiste outdoor di sempre

### Maschili outdoor
Statistiche aggiornate al 22 settembre 2021.
|    | Misura | Atleta             | Luogo      | Data             |
| -- | ------ | ------------------ | ---------- | ---------------- |
| 1. | 2,45 m | Javier Sotomayor   | Salamanca  | 27 luglio 1993   |
| 2. | 2,43 m | Mutaz Essa Barshim | Bruxelles  | 5 settembre 2014 |
| 3. | 2,42 m | Patrik Sjöberg     | Stoccolma  | 30 giugno 1987   |
| 3. | 2,42 m | Bohdan Bondarenko  | New York   | 14 giugno 2014   |
| 5. | 2,41 m | Igor' Paklin       | Kōbe       | 4 settembre 1985 |
| 6. | 2,40 m | Rudol'f Povarnicyn | Donec'k    | 11 agosto 1985   |
| 6. | 2,40 m | Sorin Matei        | Bratislava | 20 giugno 1990   |
| 6. | 2,40 m | Charles Austin     | Zurigo     | 7 agosto 1991    |
| 6. | 2,40 m | Vjačeslav Voronin  | Londra     | 5 agosto 2000    |
| 6. | 2,40 m | Derek Drouin       | Des Moines | 25 aprile 2014   |
| 6. | 2,40 m | Andrij Procenko    | Losanna    | 3 luglio 2014    |

### Femminili outdoor
Statistiche aggiornate al 7 agosto 2024.
|    | Misura | Atleta             | Luogo       | Data           |
| -- | ------ | ------------------ | ----------- | -------------- |
| 1. | 2,10 m | Jaroslava Mahučich | Parigi      | 7 agosto 2024  |
| 2. | 2,09 m | Stefka Kostadinova | Roma        | 30 agosto 1987 |
| 3. | 2,08 m | Blanka Vlašić      | Zagabria    | 31 agosto 2009 |
| 4. | 2,07 m | Ljudmila Andonova  | Berlino     | 20 luglio 1984 |
| 4. | 2,07 m | Anna Čičerova      | Čeboksary   | 22 luglio 2011 |
| 6. | 2,06 m | Kajsa Bergqvist    | Eberstadt   | 26 luglio 2003 |
| 6. | 2,06 m | Hestrie Cloete     | Saint-Denis | 31 agosto 2003 |
| 6. | 2,06 m | Elena Slesarenko   | Atene       | 28 agosto 2004 |
| 6. | 2,06 m | Ariane Friedrich   | Berlino     | 14 giugno 2009 |
| 6. | 2,06 m | Marija Lasickene   | Losanna     | 6 luglio 2017  |

### Maschili indoor
Statistiche aggiornate al 2 marzo 2021.
|    | Misura | Atleta             | Luogo    | Data             |
| -- | ------ | ------------------ | -------- | ---------------- |
| 1. | 2,43 m | Javier Sotomayor   | Budapest | 4 aprile 1989    |
| 2. | 2,42 m | Carlo Thränhardt   | Berlino  | 26 febbraio 1988 |
| 3. | 2,41 m | Patrik Sjöberg     | Il Pireo | 1º febbraio 1987 |
| 3. | 2,41 m | Mutaz Essa Barshim | Athlone  | 18 febbraio 2015 |
| 5. | 2,40 m | Hollis Conway      | Siviglia | 10 marzo 1991    |
| 5. | 2,40 m | Stefan Holm        | Madrid   | 6 marzo 2005     |
| 5. | 2,40 m | Ivan Uchov         | Il Pireo | 25 febbraio 2009 |
| 5. | 2,40 m | Aleksej Dmitrik    | Arnstadt | 8 febbraio 2014  |
| 9. | 2,39 m | Dietmar Mögenburg  | Colonia  | 24 febbraio 1985 |
| 9. | 2,39 m | Ralf Sonn          | Berlino  | 1º marzo 1991    |

### Femminili indoor
Statistiche aggiornate al 2 marzo 2021.
|     | Misura | Atleta                | Luogo           | Data             |
| --- | ------ | --------------------- | --------------- | ---------------- |
| 1.  | 2,08 m | Kajsa Bergqvist       | Arnstadt        | 6 febbraio 2006  |
| 2.  | 2,07 m | Heike Henkel          | Karlsruhe       | 8 febbraio 1992  |
| 3.  | 2,06 m | Stefka Kostadinova    | Atene           | 20 febbraio 1988 |
| 3.  | 2,06 m | Blanka Vlašić         | Arnstadt        | 6 febbraio 2010  |
| 3.  | 2,06 m | Anna Čičerova         | Arnstadt        | 4 febbraio 2012  |
| 3.  | 2,06 m | Jaroslava Mahučich    | Banská Bystrica | 2 febbraio 2021  |
| 7.  | 2,05 m | Tia Hellebaut         | Birmingham      | 3 marzo 2007     |
| 7.  | 2,05 m | Ariane Friedrich      | Karlsruhe       | 15 febbraio 2009 |
| 7.  | 2,05 m | Marija Lasickene      | Mosca           | 9 febbraio 2020  |
| 10. | 2,04 m | Alina Astafei         | Berlino         | 3 marzo 1995     |
| 10. | 2,04 m | Elena Slesarenko      | Budapest        | 7 marzo 2004     |
| 10. | 2,04 m | Antonietta Di Martino | Banská Bystrica | 9 febbraio 2011  |

## Vincitori nelle competizioni internazionali

### Giochi olimpici
| Sede e anno            | Uomini                               | Donne                                         |
| ---------------------- | ------------------------------------ | --------------------------------------------- |
| Atene 1896             | Ellery Clark                         | Specialità non inclusa nel programma olimpico |
| Parigi 1900            | Irving Baxter                        | Specialità non inclusa nel programma olimpico |
| Saint Louis 1904       | Samuel Jones                         | Specialità non inclusa nel programma olimpico |
| Londra 1908            | Harry Porter                         | Specialità non inclusa nel programma olimpico |
| Stoccolma 1912         | Alma Richards                        | Specialità non inclusa nel programma olimpico |
| Anversa 1920           | Richmond Landon                      | Specialità non inclusa nel programma olimpico |
| Parigi 1924            | Harold Osborn                        | Specialità non inclusa nel programma olimpico |
| Amsterdam 1928         | Bob King                             | Ethel Catherwood                              |
| Los Angeles 1932       | Duncan McNaughton                    | Jean Shiley                                   |
| Berlino 1936           | Cornelius Johnson                    | Ibolya Csák                                   |
| Londra 1948            | John Winter                          | Alice Coachman                                |
| Helsinki 1952          | Walt Davis                           | Esther Brand                                  |
| Melbourne 1956         | Charles Dumas                        | Mildred McDaniel                              |
| Roma 1960              | Robert Šavlakadze                    | Iolanda Balaș                                 |
| Tokyo 1964             | Valerij Brumel'                      | Iolanda Balaș                                 |
| Città del Messico 1968 | Dick Fosbury                         | Miloslava Rezková                             |
| Monaco di Baviera 1972 | Jüri Tarmak                          | Ulrike Meyfarth                               |
| Montréal 1976          | Jacek Wszoła                         | Rosemarie Ackermann                           |
| Mosca 1980             | Gerd Wessig                          | Sara Simeoni                                  |
| Los Angeles 1984       | Dietmar Mögenburg                    | Ulrike Meyfarth                               |
| Seul 1988              | Gennadij Avdeenko                    | Louise Ritter                                 |
| Barcellona 1992        | Javier Sotomayor                     | Heike Henkel                                  |
| Atlanta 1996           | Charles Austin                       | Stefka Kostadinova                            |
| Sydney 2000            | Sergej Kljugin                       | Elena Elesina                                 |
| Atene 2004             | Stefan Holm                          | Elena Slesarenko                              |
| Pechino 2008           | Andrej Sil'nov                       | Tia Hellebaut                                 |
| Londra 2012            | Erik Kynard                          | Anna Čičerova                                 |
| Rio de Janeiro 2016    | Derek Drouin                         | Ruth Beitia                                   |
| Tokyo 2020             | Mutaz Essa Barshim Gianmarco Tamberi | Marija Lasickene                              |
| Parigi 2024            | Hamish Kerr                          | Jaroslava Mahučich                            |

### Mondiali
| Sede e anno             | Uomini             | Donne              |
| ----------------------- | ------------------ | ------------------ |
| Helsinki 1983           | Gennadij Avdeenko  | Tamara Bykova      |
| Roma 1987               | Patrik Sjöberg     | Stefka Kostadinova |
| Tokyo 1991              | Charles Austin     | Heike Henkel       |
| Stoccarda 1993          | Javier Sotomayor   | Ioamnet Quintero   |
| Göteborg 1995           | Troy Kemp          | Stefka Kostadinova |
| Atene 1997              | Javier Sotomayor   | Hanne Haugland     |
| Siviglia 1999           | Vjačeslav Voronin  | Inha Babakova      |
| Edmonton 2001           | Martin Buß         | Hestrie Cloete     |
| Parigi Saint-Denis 2003 | Jacques Freitag    | Hestrie Cloete     |
| Helsinki 2005           | Jurij Krymarenko   | Kajsa Bergqvist    |
| Osaka 2007              | Donald Thomas      | Blanka Vlašić      |
| Berlino 2009            | Jaroslav Rybakov   | Blanka Vlašić      |
| Taegu 2011              | Jesse Williams     | Anna Čičerova      |
| Mosca 2013              | Bohdan Bondarenko  | Brigetta Barrett   |
| Pechino 2015            | Derek Drouin       | Marija Lasickene   |
| Londra 2017             | Mutaz Essa Barshim | Marija Lasickene   |
| Doha 2019               | Mutaz Essa Barshim | Marija Lasickene   |
| Oregon 2022             | Mutaz Essa Barshim | Eleanor Patterson  |
| Budapest 2023           | Gianmarco Tamberi  | Jaroslava Mahučich |